# Cine Vitória
O Cine Vitória era uma sala de cinema localizada no térreo do Edifício Rivoli, na Rua Senador Dantas, esquina com Rua Alcindo Guanabara, na Cinelândia, região do Centro da cidade do Rio de Janeiro, no Brasil. 

## História
O edifício Rivoli é prédio em estilo art déco que foi construído em 1939. Inaugurado em 12 de agosto de 1942, o cine Vitória foi amplamente anunciado pelo grupo Luiz Severiano Ribeiro em diversos jornais da época como um novo e confortável cinema, incluindo lançamentos de primeira da empresa. A estreia foi feita com o filme O Grande Ditador. Segundo as propagandas anteriores à estreia do cinema, o Vitória nasceu para ser o exibidor dos grandes filmes, em conjunto com o São Luiz e o Carioca. Matérias da época indicavam que o cinema já preparava a exibição de filmes como: "Com qual dos dois", "Pernas provocantes", "Aconteceu em Havana" e "Vendaval de Paixões".
Com o passar dos anos, o Cine Vitória passou a ser conhecido como um cinema de filmes pornográficos. Em 1985, os proprietários do cinema, o grupo Luiz Severiano Ribeiro, buscou reverter este quadro. O cinema recebeu investimentos em equipamentos para exibição de filmes em 3D, como lente objetiva especial, telas metalizadas e óculos polaroides. A nova investida começou com Tubarão III, que levou, ao cinema, frequentadores que há muitos anos não colocavam o pé no local, devido ao tipo de filmes que o cinema vinha exibindo nos últimos anos. Mas a comemoração não durou muito tempo, pois o público tradicional sumiu, fazendo o cinema ter uma enorme queda de frequentadores. Assim, o proprietário decidiu: ao fim de Tubarão III, o cinema iria exibir Sexta-Feira 13 em 3D, mas logo em seguida "O Tesouro das Quatro Coroas", um filme pornográfico em 3D.. A imagem do cinema estava tão associada ao gênero que, no Jornal de Brasil de 28 de setembro de 1988, no caderno B, em uma matéria sobre apelação na tevê, pode-se observar o seguinte protesto por escrito: 
... A Manchete, então, em matéria de apelar, está na maior. "Olho no olho" deveria passar no Cine Vitória, ou nos cinemas pornôs da praça Tiradentes...
Em 1988, o cinema foi o local de exibição de um filme para crianças que pela primeira vez frequentavam um cinema. As trezentas crianças carentes assistiram ao filme "A dança dos bonecos" através do projeto "A Escola vai ao Cinema". Enquanto que, em dias normais, o cinema exibia o filme "O Dia do Gato", de David Cardoso.
Em março de 2007, o edifício foi tombado pelo patrimônio municipal. Sete meses depois, no entanto, o imóvel foi invadido por integrantes do Movimento Nacional de Luta Contra a Falta de Moradia.
Após anos de abandono, no local, foi inaugurada, em 2012, a segunda megastore da livraria Cultura na cidade do Rio de Janeiro. Tendo 3 300 metros quadrados e com um pé-direito alto, abrigava uma quarta filial do Teatro Eva Herz aos moldes das Livrarias Cultura de São Paulo, Salvador e Brasília. A livraria, porém, encerrou suas atividades em 2018. Em 2023, foi anunciada a compra do imóvel, porém não foi anunciada qual será sua nova atividade.